# Michael Bernsen
Michael Bernsen (* 31. Mai 1954 in Essen) ist ein deutscher Professor für Vergleichende Romanistische Literaturwissenschaft/Mediävistik. Er lehrt an der Abteilung für Klassische Philologie und Romanistik der Rheinischen Friedrich-Wilhelms-Universität in Bonn.

## Leben
Nach dem Abitur 1973 absolvierte Bernsen ein Studium der Romanistik, Philosophie, Geschichte und Germanistik an den Universitäten Bochum, Montpellier, Paris, Caen und Tübingen. 1980 legte er die Erste Philologische Staatsprüfung in Französisch und Philosophie an der Universität Bochum ab. Von 1980 bis 1995 war er Wissenschaftlicher Mitarbeiter am Romanischen Seminar der Universität Bochum. 1993 promovierte er bei Karl Maurer im Fach Romanistik mit einer Arbeit über Angst und Schrecken in der Erzählliteratur des französischen und englischen 18. Jahrhunderts. Die Habilitation erfolgte 1999 bei Franz Lebsanft in Bochum über Die Problematisierung lyrischen Sprechens im Mittelalter.
Nach Lehrstuhlvertretungen an den Universitäten Wuppertal und Bonn erfolgte 2006 die Berufung auf die W-3-Professur für Vergleichende Romanische Literaturwissenschaft/Mediävistik der Rheinischen Friedrich-Wilhelms-Universität Bonn. Von 2007 bis 2021 war Bernsen Sprecher des Trinationalen Graduiertenkollegs Gründungsmythen Europas in Literatur, Kunst und Musik der Universitäten Bonn, Sorbonne-Université und Florenz. Seit 2012 ist er auch Sprecher des internationalen Forschungsnetzwerks Cultures européennes – identité européenne der Universitäten Bonn, Sorbonne Université, Florenz, Toulouse, Salamanca, Warschau, St Andrews und Freiburg. sowie des Frankreichzentrums der Universität Bonn, CERC (Centre Ernst Robert Curtius). Er ist Mitglied des DFG-Graduiertenkollegs 2291: Gegenwart/Literatur. Geschichte, Theorie und Praxeologie eines Verhältnisses.
Bernsen arbeitet in diskursgeschichtlicher Perspektive auf den Feldern der französischen und italienischen Literatur vom Mittelalter bis zum 20. Jahrhundert. Er ist Mitherausgeber der Reihe Gründungsmythen Europas in Literatur, Musik und Kunst im Verlag Vandenhoeck & Ruprecht, der Reihe Bonner Romanistische Arbeiten im Verlag Peter Lang, Frankfurt a. M. u. a., sowie Mitglied im wissenschaftlichen Beirat der Zeitschrift Comparatio im Universitätsverlag Winter, Heidelberg.

## Schriften
Als Autor
- Angst und Schrecken in der Erzählliteratur des französischen und englischen 18. Jahrhunderts. Wege moderner Selbstbewahrung im Auflösungsprozess der theologisch-teleologischen Weltanschauung (Beihefte zu Poetica, 20). Verlag Wilhelm Fink, München 1996.
- Die Problematisierung lyrischen Sprechens im Mittelalter. Eine Untersuchung zum Diskurswandel der mittelalterlichen Liebesdichtung von den Provenzalen bis zu Petrarca (Beihefte zur Zeitschrift für romanische Philologie, 313). Tübingen 2001.
- Der Mythos von der Weisheit Ägyptens in der französischen Literatur der Moderne (Gründungsmythen Europas in Literatur, Musik und Kunst, 5). Bonn University Press bei V&R unipress, Göttingen 2011.
- Geschichten und Geschichte. Alessandro Manzonis I promessi sposi. LIT, Berlin/Münster 2015, ISBN 978-3-643-12836-2.
- Die indirekte Kommunikation in Frankreich. Reflexionen über die Kunst des Impliziten in der französischen Literatur. De Gruyter, Berlin – Boston 2021.

Als Herausgeber
- mit Martin Neumann: Die französische Literatur des 19. Jahrhunderts und der Orientalismus. Max Niemeyer Verlag, Tübingen 2006.
- mit Bernhard Huß: Der Petrarkismus – ein europäischer Gründungsmythos (Gründungsmythen Europas in Literatur, Musik und Kunst, 5). Bonn University Press bei V&R unipress, Göttingen 2011.
- mit Matthias Becher und Elke Brüggen: Gründungsmythen Europas im Mittelalter (Gründungsmythen Europas in Literatur, Musik und Kunst, 5). Bonn University Press bei V&R unipress, Göttingen 2012.